# Geron michaili
Geron michaili är en tvåvingeart som beskrevs av Zaitzev 1972. Geron michaili ingår i släktet Geron och familjen svävflugor. Inga underarter finns listade i Catalogue of Life.